# Operatori matematici Unicode
| Legenda:    | Legenda:    |
| ----------- | ----------- |
| Unicode 1.0 | Unicode 3.2 |
| Unicode 1.1 | Unicode 4.0 |
| Unicode 2.0 | Unicode 4.1 |
| Unicode 2.1 | Unicode 5.0 |
| Unicode 3.0 | not used    |
| Unicode 3.1 | reserved    |

Intervalli della tabella codici Unicode riservati agli operatori matematici:
- operatori matematici (Mathematical Operators, 2200–22FF)
- simboli matematici vari A (Miscellaneous Mathematical Symbols-A, 27C0–27EF)
- simboli matematici vari B (Miscellaneous Mathematical Symbols-B, 2980–29FF)
- operatori matematici supplementari (Supplemental Mathematical Operators, 2A00–2AFF)

| Operatori matematici tabella su Unicode.org (PDF) | Operatori matematici tabella su Unicode.org (PDF) | Operatori matematici tabella su Unicode.org (PDF) | Operatori matematici tabella su Unicode.org (PDF) | Operatori matematici tabella su Unicode.org (PDF) | Operatori matematici tabella su Unicode.org (PDF) | Operatori matematici tabella su Unicode.org (PDF) | Operatori matematici tabella su Unicode.org (PDF) | Operatori matematici tabella su Unicode.org (PDF) | Operatori matematici tabella su Unicode.org (PDF) | Operatori matematici tabella su Unicode.org (PDF) | Operatori matematici tabella su Unicode.org (PDF) | Operatori matematici tabella su Unicode.org (PDF) | Operatori matematici tabella su Unicode.org (PDF) | Operatori matematici tabella su Unicode.org (PDF) | Operatori matematici tabella su Unicode.org (PDF) | Operatori matematici tabella su Unicode.org (PDF) |
| U+                                                | 0                                                 | 1                                                 | 2                                                 | 3                                                 | 4                                                 | 5                                                 | 6                                                 | 7                                                 | 8                                                 | 9                                                 | A                                                 | B                                                 | C                                                 | D                                                 | E                                                 | F                                                 |
| ------------------------------------------------- | ------------------------------------------------- | ------------------------------------------------- | ------------------------------------------------- | ------------------------------------------------- | ------------------------------------------------- | ------------------------------------------------- | ------------------------------------------------- | ------------------------------------------------- | ------------------------------------------------- | ------------------------------------------------- | ------------------------------------------------- | ------------------------------------------------- | ------------------------------------------------- | ------------------------------------------------- | ------------------------------------------------- | ------------------------------------------------- |
| 2200                                              | ∀                                                 | ∁                                                 | ∂                                                 | ∃                                                 | ∄                                                 | ∅                                                 | ∆                                                 | ∇                                                 | ∈                                                 | ∉                                                 | ∊                                                 | ∋                                                 | ∌                                                 | ∍                                                 | ∎                                                 | ∏                                                 |
| 2210                                              | ∐                                                 | ∑                                                 | −                                                 | ∓                                                 | ∔                                                 | ∕                                                 | ∖                                                 | ∗                                                 | ∘                                                 | ∙                                                 | √                                                 | ∛                                                 | ∜                                                 | ∝                                                 | ∞                                                 | ∟                                                 |
| 2220                                              | ∠                                                 | ∡                                                 | ∢                                                 | ∣                                                 | ∤                                                 | ∥                                                 | ∦                                                 | ∧                                                 | ∨                                                 | ∩                                                 | ∪                                                 | ∫                                                 | ∬                                                 | ∭                                                 | ∮                                                 | ∯                                                 |
| 2230                                              | ∰                                                 | ∱                                                 | ∲                                                 | ∳                                                 | ∴                                                 | ∵                                                 | ∶                                                 | ∷                                                 | ∸                                                 | ∹                                                 | ∺                                                 | ∻                                                 | ∼                                                 | ∽                                                 | ∾                                                 | ∿                                                 |
| 2240                                              | ≀                                                 | ≁                                                 | ≂                                                 | ≃                                                 | ≄                                                 | ≅                                                 | ≆                                                 | ≇                                                 | ≈                                                 | ≉                                                 | ≊                                                 | ≋                                                 | ≌                                                 | ≍                                                 | ≎                                                 | ≏                                                 |
| 2250                                              | ≐                                                 | ≑                                                 | ≒                                                 | ≓                                                 | ≔                                                 | ≕                                                 | ≖                                                 | ≗                                                 | ≘                                                 | ≙                                                 | ≚                                                 | ≛                                                 | ≜                                                 | ≝                                                 | ≞                                                 | ≟                                                 |
| 2260                                              | ≠                                                 | ≡                                                 | ≢                                                 | ≣                                                 | ≤                                                 | ≥                                                 | ≦                                                 | ≧                                                 | ≨                                                 | ≩                                                 | ≪                                                 | ≫                                                 | ≬                                                 | ≭                                                 | ≮                                                 | ≯                                                 |
| 2270                                              | ≰                                                 | ≱                                                 | ≲                                                 | ≳                                                 | ≴                                                 | ≵                                                 | ≶                                                 | ≷                                                 | ≸                                                 | ≹                                                 | ≺                                                 | ≻                                                 | ≼                                                 | ≽                                                 | ≾                                                 | ≿                                                 |
| 2280                                              | ⊀                                                 | ⊁                                                 | ⊂                                                 | ⊃                                                 | ⊄                                                 | ⊅                                                 | ⊆                                                 | ⊇                                                 | ⊈                                                 | ⊉                                                 | ⊊                                                 | ⊋                                                 | ⊌                                                 | ⊍                                                 | ⊎                                                 | ⊏                                                 |
| 2290                                              | ⊐                                                 | ⊑                                                 | ⊒                                                 | ⊓                                                 | ⊔                                                 | ⊕                                                 | ⊖                                                 | ⊗                                                 | ⊘                                                 | ⊙                                                 | ⊚                                                 | ⊛                                                 | ⊜                                                 | ⊝                                                 | ⊞                                                 | ⊟                                                 |
| 22A0                                              | ⊠                                                 | ⊡                                                 | ⊢                                                 | ⊣                                                 | ⊤                                                 | ⊥                                                 | ⊦                                                 | ⊧                                                 | ⊨                                                 | ⊩                                                 | ⊪                                                 | ⊫                                                 | ⊬                                                 | ⊭                                                 | ⊮                                                 | ⊯                                                 |
| 22B0                                              | ⊰                                                 | ⊱                                                 | ⊲                                                 | ⊳                                                 | ⊴                                                 | ⊵                                                 | ⊶                                                 | ⊷                                                 | ⊸                                                 | ⊹                                                 | ⊺                                                 | ⊻                                                 | ⊼                                                 | ⊽                                                 | ⊾                                                 | ⊿                                                 |
| 22C0                                              | ⋀                                                 | ⋁                                                 | ⋂                                                 | ⋃                                                 | ⋄                                                 | ⋅                                                 | ⋆                                                 | ⋇                                                 | ⋈                                                 | ⋉                                                 | ⋊                                                 | ⋋                                                 | ⋌                                                 | ⋍                                                 | ⋎                                                 | ⋏                                                 |
| 22D0                                              | ⋐                                                 | ⋑                                                 | ⋒                                                 | ⋓                                                 | ⋔                                                 | ⋕                                                 | ⋖                                                 | ⋗                                                 | ⋘                                                 | ⋙                                                 | ⋚                                                 | ⋛                                                 | ⋜                                                 | ⋝                                                 | ⋞                                                 | ⋟                                                 |
| 22E0                                              | ⋠                                                 | ⋡                                                 | ⋢                                                 | ⋣                                                 | ⋤                                                 | ⋥                                                 | ⋦                                                 | ⋧                                                 | ⋨                                                 | ⋩                                                 | ⋪                                                 | ⋫                                                 | ⋬                                                 | ⋭                                                 | ⋮                                                 | ⋯                                                 |
| 22F0                                              | ⋰                                                 | ⋱                                                 | ⋲                                                 | ⋳                                                 | ⋴                                                 | ⋵                                                 | ⋶                                                 | ⋷                                                 | ⋸                                                 | ⋹                                                 | ⋺                                                 | ⋻                                                 | ⋼                                                 | ⋽                                                 | ⋾                                                 | ⋿                                                 |

| Simboli matematici vari A tabella su Unicode.org (PDF) | Simboli matematici vari A tabella su Unicode.org (PDF) | Simboli matematici vari A tabella su Unicode.org (PDF) | Simboli matematici vari A tabella su Unicode.org (PDF) | Simboli matematici vari A tabella su Unicode.org (PDF) | Simboli matematici vari A tabella su Unicode.org (PDF) | Simboli matematici vari A tabella su Unicode.org (PDF) | Simboli matematici vari A tabella su Unicode.org (PDF) | Simboli matematici vari A tabella su Unicode.org (PDF) | Simboli matematici vari A tabella su Unicode.org (PDF) | Simboli matematici vari A tabella su Unicode.org (PDF) | Simboli matematici vari A tabella su Unicode.org (PDF) | Simboli matematici vari A tabella su Unicode.org (PDF) | Simboli matematici vari A tabella su Unicode.org (PDF) | Simboli matematici vari A tabella su Unicode.org (PDF) | Simboli matematici vari A tabella su Unicode.org (PDF) | Simboli matematici vari A tabella su Unicode.org (PDF) |
| U+                                                     | 0                                                      | 1                                                      | 2                                                      | 3                                                      | 4                                                      | 5                                                      | 6                                                      | 7                                                      | 8                                                      | 9                                                      | A                                                      | B                                                      | C                                                      | D                                                      | E                                                      | F                                                      |
| ------------------------------------------------------ | ------------------------------------------------------ | ------------------------------------------------------ | ------------------------------------------------------ | ------------------------------------------------------ | ------------------------------------------------------ | ------------------------------------------------------ | ------------------------------------------------------ | ------------------------------------------------------ | ------------------------------------------------------ | ------------------------------------------------------ | ------------------------------------------------------ | ------------------------------------------------------ | ------------------------------------------------------ | ------------------------------------------------------ | ------------------------------------------------------ | ------------------------------------------------------ |
| 27C0                                                   | ⟀                                                      | ⟁                                                      | ⟂                                                      | ⟃                                                      | ⟄                                                      | ⟅                                                      | ⟆                                                      | ⟇                                                      | ⟈                                                      | ⟉                                                      | ⟊                                                      |                                                        |                                                        |                                                        |                                                        |                                                        |
| 27D0                                                   | ⟐                                                      | ⟑                                                      | ⟒                                                      | ⟓                                                      | ⟔                                                      | ⟕                                                      | ⟖                                                      | ⟗                                                      | ⟘                                                      | ⟙                                                      | ⟚                                                      | ⟛                                                      | ⟜                                                      | ⟝                                                      | ⟞                                                      | ⟟                                                      |
| 27E0                                                   | ⟠                                                      | ⟡                                                      | ⟢                                                      | ⟣                                                      | ⟤                                                      | ⟥                                                      | ⟦                                                      | ⟧                                                      | ⟨                                                      | ⟩                                                      | ⟪                                                      | ⟫                                                      |                                                        |                                                        |                                                        |                                                        |

| Simboli matematici vari B Unicode.org chart (PDF) | Simboli matematici vari B Unicode.org chart (PDF) | Simboli matematici vari B Unicode.org chart (PDF) | Simboli matematici vari B Unicode.org chart (PDF) | Simboli matematici vari B Unicode.org chart (PDF) | Simboli matematici vari B Unicode.org chart (PDF) | Simboli matematici vari B Unicode.org chart (PDF) | Simboli matematici vari B Unicode.org chart (PDF) | Simboli matematici vari B Unicode.org chart (PDF) | Simboli matematici vari B Unicode.org chart (PDF) | Simboli matematici vari B Unicode.org chart (PDF) | Simboli matematici vari B Unicode.org chart (PDF) | Simboli matematici vari B Unicode.org chart (PDF) | Simboli matematici vari B Unicode.org chart (PDF) | Simboli matematici vari B Unicode.org chart (PDF) | Simboli matematici vari B Unicode.org chart (PDF) | Simboli matematici vari B Unicode.org chart (PDF) |
| U+                                                | 0                                                 | 1                                                 | 2                                                 | 3                                                 | 4                                                 | 5                                                 | 6                                                 | 7                                                 | 8                                                 | 9                                                 | A                                                 | B                                                 | C                                                 | D                                                 | E                                                 | F                                                 |
| ------------------------------------------------- | ------------------------------------------------- | ------------------------------------------------- | ------------------------------------------------- | ------------------------------------------------- | ------------------------------------------------- | ------------------------------------------------- | ------------------------------------------------- | ------------------------------------------------- | ------------------------------------------------- | ------------------------------------------------- | ------------------------------------------------- | ------------------------------------------------- | ------------------------------------------------- | ------------------------------------------------- | ------------------------------------------------- | ------------------------------------------------- |
| 2980                                              | ⦀                                                 | ⦁                                                 | ⦂                                                 | ⦃                                                 | ⦄                                                 | ⦅                                                 | ⦆                                                 | ⦇                                                 | ⦈                                                 | ⦉                                                 | ⦊                                                 | ⦋                                                 | ⦌                                                 | ⦍                                                 | ⦎                                                 | ⦏                                                 |
| 2990                                              | ⦐                                                 | ⦑                                                 | ⦒                                                 | ⦓                                                 | ⦔                                                 | ⦕                                                 | ⦖                                                 | ⦗                                                 | ⦘                                                 | ⦙                                                 | ⦚                                                 | ⦛                                                 | ⦜                                                 | ⦝                                                 | ⦞                                                 | ⦟                                                 |
| 29A0                                              | ⦠                                                 | ⦡                                                 | ⦢                                                 | ⦣                                                 | ⦤                                                 | ⦥                                                 | ⦦                                                 | ⦧                                                 | ⦨                                                 | ⦩                                                 | ⦪                                                 | ⦫                                                 | ⦬                                                 | ⦭                                                 | ⦮                                                 | ⦯                                                 |
| 29B0                                              | ⦰                                                 | ⦱                                                 | ⦲                                                 | ⦳                                                 | ⦴                                                 | ⦵                                                 | ⦶                                                 | ⦷                                                 | ⦸                                                 | ⦹                                                 | ⦺                                                 | ⦻                                                 | ⦼                                                 | ⦽                                                 | ⦾                                                 | ⦿                                                 |
| 29C0                                              | ⧀                                                 | ⧁                                                 | ⧂                                                 | ⧃                                                 | ⧄                                                 | ⧅                                                 | ⧆                                                 | ⧇                                                 | ⧈                                                 | ⧉                                                 | ⧊                                                 | ⧋                                                 | ⧌                                                 | ⧍                                                 | ⧎                                                 | ⧏                                                 |
| 29D0                                              | ⧐                                                 | ⧑                                                 | ⧒                                                 | ⧓                                                 | ⧔                                                 | ⧕                                                 | ⧖                                                 | ⧗                                                 | ⧘                                                 | ⧙                                                 | ⧚                                                 | ⧛                                                 | ⧜                                                 | ⧝                                                 | ⧞                                                 | ⧟                                                 |
| 29E0                                              | ⧠                                                 | ⧡                                                 | ⧢                                                 | ⧣                                                 | ⧤                                                 | ⧥                                                 | ⧦                                                 | ⧧                                                 | ⧨                                                 | ⧩                                                 | ⧪                                                 | ⧫                                                 | ⧬                                                 | ⧭                                                 | ⧮                                                 | ⧯                                                 |
| 29F0                                              | ⧰                                                 | ⧱                                                 | ⧲                                                 | ⧳                                                 | ⧴                                                 | ⧵                                                 | ⧶                                                 | ⧷                                                 | ⧸                                                 | ⧹                                                 | ⧺                                                 | ⧻                                                 | ⧼                                                 | ⧽                                                 | ⧾                                                 | ⧿                                                 |

| Operatori matematici supplementari tabella su Unicode.org (PDF) | Operatori matematici supplementari tabella su Unicode.org (PDF) | Operatori matematici supplementari tabella su Unicode.org (PDF) | Operatori matematici supplementari tabella su Unicode.org (PDF) | Operatori matematici supplementari tabella su Unicode.org (PDF) | Operatori matematici supplementari tabella su Unicode.org (PDF) | Operatori matematici supplementari tabella su Unicode.org (PDF) | Operatori matematici supplementari tabella su Unicode.org (PDF) | Operatori matematici supplementari tabella su Unicode.org (PDF) | Operatori matematici supplementari tabella su Unicode.org (PDF) | Operatori matematici supplementari tabella su Unicode.org (PDF) | Operatori matematici supplementari tabella su Unicode.org (PDF) | Operatori matematici supplementari tabella su Unicode.org (PDF) | Operatori matematici supplementari tabella su Unicode.org (PDF) | Operatori matematici supplementari tabella su Unicode.org (PDF) | Operatori matematici supplementari tabella su Unicode.org (PDF) | Operatori matematici supplementari tabella su Unicode.org (PDF) |
| U+                                                              | 0                                                               | 1                                                               | 2                                                               | 3                                                               | 4                                                               | 5                                                               | 6                                                               | 7                                                               | 8                                                               | 9                                                               | A                                                               | B                                                               | C                                                               | D                                                               | E                                                               | F                                                               |
| --------------------------------------------------------------- | --------------------------------------------------------------- | --------------------------------------------------------------- | --------------------------------------------------------------- | --------------------------------------------------------------- | --------------------------------------------------------------- | --------------------------------------------------------------- | --------------------------------------------------------------- | --------------------------------------------------------------- | --------------------------------------------------------------- | --------------------------------------------------------------- | --------------------------------------------------------------- | --------------------------------------------------------------- | --------------------------------------------------------------- | --------------------------------------------------------------- | --------------------------------------------------------------- | --------------------------------------------------------------- |
| 2A00                                                            | ⨀                                                               | ⨁                                                               | ⨂                                                               | ⨃                                                               | ⨄                                                               | ⨅                                                               | ⨆                                                               | ⨇                                                               | ⨈                                                               | ⨉                                                               | ⨊                                                               | ⨋                                                               | ⨌                                                               | ⨍                                                               | ⨎                                                               | ⨏                                                               |
| 2A10                                                            | ⨐                                                               | ⨑                                                               | ⨒                                                               | ⨓                                                               | ⨔                                                               | ⨕                                                               | ⨖                                                               | ⨗                                                               | ⨘                                                               | ⨙                                                               | ⨚                                                               | ⨛                                                               | ⨜                                                               | ⨝                                                               | ⨞                                                               | ⨟                                                               |
| 2A20                                                            | ⨠                                                               | ⨡                                                               | ⨢                                                               | ⨣                                                               | ⨤                                                               | ⨥                                                               | ⨦                                                               | ⨧                                                               | ⨨                                                               | ⨩                                                               | ⨪                                                               | ⨫                                                               | ⨬                                                               | ⨭                                                               | ⨮                                                               | ⨯                                                               |
| 2A30                                                            | ⨰                                                               | ⨱                                                               | ⨲                                                               | ⨳                                                               | ⨴                                                               | ⨵                                                               | ⨶                                                               | ⨷                                                               | ⨸                                                               | ⨹                                                               | ⨺                                                               | ⨻                                                               | ⨼                                                               | ⨽                                                               | ⨾                                                               | ⨿                                                               |
| 2A40                                                            | ⩀                                                               | ⩁                                                               | ⩂                                                               | ⩃                                                               | ⩄                                                               | ⩅                                                               | ⩆                                                               | ⩇                                                               | ⩈                                                               | ⩉                                                               | ⩊                                                               | ⩋                                                               | ⩌                                                               | ⩍                                                               | ⩎                                                               | ⩏                                                               |
| 2A50                                                            | ⩐                                                               | ⩑                                                               | ⩒                                                               | ⩓                                                               | ⩔                                                               | ⩕                                                               | ⩖                                                               | ⩗                                                               | ⩘                                                               | ⩙                                                               | ⩚                                                               | ⩛                                                               | ⩜                                                               | ⩝                                                               | ⩞                                                               | ⩟                                                               |
| 2A60                                                            | ⩠                                                               | ⩡                                                               | ⩢                                                               | ⩣                                                               | ⩤                                                               | ⩥                                                               | ⩦                                                               | ⩧                                                               | ⩨                                                               | ⩩                                                               | ⩪                                                               | ⩫                                                               | ⩬                                                               | ⩭                                                               | ⩮                                                               | ⩯                                                               |
| 2A70                                                            | ⩰                                                               | ⩱                                                               | ⩲                                                               | ⩳                                                               | ⩴                                                               | ⩵                                                               | ⩶                                                               | ⩷                                                               | ⩸                                                               | ⩹                                                               | ⩺                                                               | ⩻                                                               | ⩼                                                               | ⩽                                                               | ⩾                                                               | ⩿                                                               |
| 2A80                                                            | ⪀                                                               | ⪁                                                               | ⪂                                                               | ⪃                                                               | ⪄                                                               | ⪅                                                               | ⪆                                                               | ⪇                                                               | ⪈                                                               | ⪉                                                               | ⪊                                                               | ⪋                                                               | ⪌                                                               | ⪍                                                               | ⪎                                                               | ⪏                                                               |
| 2A90                                                            | ⪐                                                               | ⪑                                                               | ⪒                                                               | ⪓                                                               | ⪔                                                               | ⪕                                                               | ⪖                                                               | ⪗                                                               | ⪘                                                               | ⪙                                                               | ⪚                                                               | ⪛                                                               | ⪜                                                               | ⪝                                                               | ⪞                                                               | ⪟                                                               |
| 2AA0                                                            | ⪠                                                               | ⪡                                                               | ⪢                                                               | ⪣                                                               | ⪤                                                               | ⪥                                                               | ⪦                                                               | ⪧                                                               | ⪨                                                               | ⪩                                                               | ⪪                                                               | ⪫                                                               | ⪬                                                               | ⪭                                                               | ⪮                                                               | ⪯                                                               |
| 2AB0                                                            | ⪰                                                               | ⪱                                                               | ⪲                                                               | ⪳                                                               | ⪴                                                               | ⪵                                                               | ⪶                                                               | ⪷                                                               | ⪸                                                               | ⪹                                                               | ⪺                                                               | ⪻                                                               | ⪼                                                               | ⪽                                                               | ⪾                                                               | ⪿                                                               |
| 2AC0                                                            | ⫀                                                               | ⫁                                                               | ⫂                                                               | ⫃                                                               | ⫄                                                               | ⫅                                                               | ⫆                                                               | ⫇                                                               | ⫈                                                               | ⫉                                                               | ⫊                                                               | ⫋                                                               | ⫌                                                               | ⫍                                                               | ⫎                                                               | ⫏                                                               |
| 2AD0                                                            | ⫐                                                               | ⫑                                                               | ⫒                                                               | ⫓                                                               | ⫔                                                               | ⫕                                                               | ⫖                                                               | ⫗                                                               | ⫘                                                               | ⫙                                                               | ⫚                                                               | ⫛                                                               | ⫝̸                                                               | ⫝                                                               | ⫞                                                               | ⫟                                                               |
| 2AE0                                                            | ⫠                                                               | ⫡                                                               | ⫢                                                               | ⫣                                                               | ⫤                                                               | ⫥                                                               | ⫦                                                               | ⫧                                                               | ⫨                                                               | ⫩                                                               | ⫪                                                               | ⫫                                                               | ⫬                                                               | ⫭                                                               | ⫮                                                               | ⫯                                                               |
| 2AF0                                                            | ⫰                                                               | ⫱                                                               | ⫲                                                               | ⫳                                                               | ⫴                                                               | ⫵                                                               | ⫶                                                               | ⫷                                                               | ⫸                                                               | ⫹                                                               | ⫺                                                               | ⫻                                                               | ⫼                                                               | ⫽                                                               | ⫾                                                               | ⫿                                                               |